# She’s Not Me
She’s Not Me – singel Zary Larsson, wydany 26 czerwca 2013, promujący minialbum Allow Me to Reintroduce Myself. Utwór napisali i skomponowali Elof Loelv oraz Marcus Sepermanesh.
Nagranie było notowane na 21. miejscu na oficjalnej szwedzkiej liście sprzedaży i uzyskało złoty certyfikat za sprzedaż w nakładzie przekraczającym 20 tysięcy kopii.

## Lista utworów
- Digital download[7]

1. „She’s Not Me, Pt. 1” – 2:52
2. „She’s Not Me, Pt. 2” – 2:48

## Notowania

### Pozycja na liście sprzedaży
| Kraj    | Notowanie (2013)  | Najwyższa pozycja | Certyfikat | Sprzedaż |
| ------- | ----------------- | ----------------- | ---------- | -------- |
| Szwecja | Sverigetopplistan | 21                | złoto      | 20 000+  |